# Урочище Демерджі

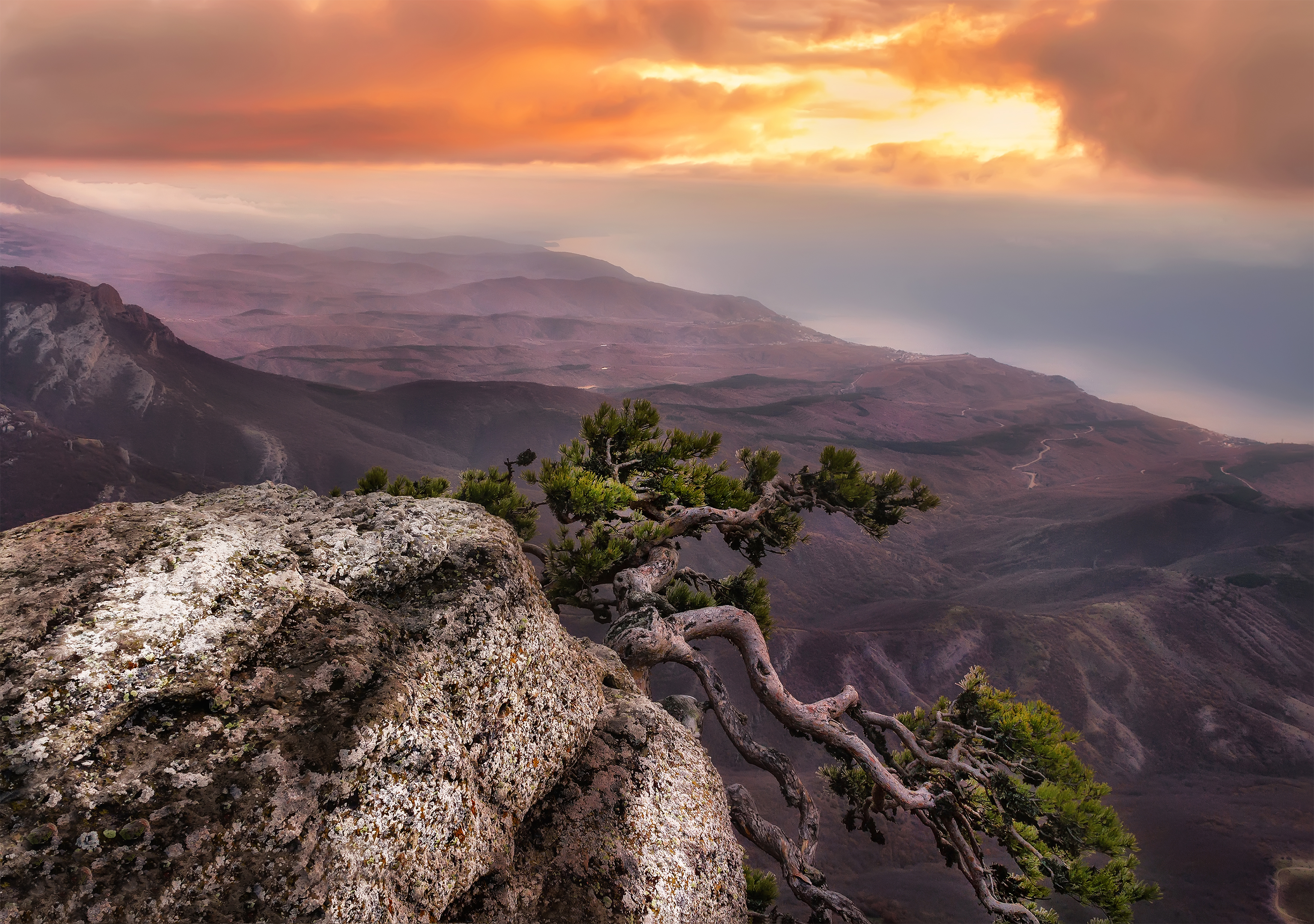
Урочище «Демерджі» на світанку (2013)

Уро́чище Демерджі́ — геологічна пам'ятка природи національного значення Кримських гір на теренах Алуштинської міської ради АР Крим. Створена відповідно до Постанови Кабінету міністрів УРСР від 30 березня 1981 за № 145 шляхом реорганізації пам'ятки природи місцевого значення, затвердженої 1960 року.

## Загальні відомості
Землекористувачем є Державне підприємство Алуштинське державне лісове господарство. Урочище розташовано у 38 квадраті Алуштинського лісництва, південніше плато Демерджі-яйла, що належить до Головного пасма Кримських гір і біля підніжжя якого розташоване селище Лучисте. Плато увінчують вершини Північна і Південна Демерджі. Для плато є характерним випаровування надмірної вологи, що піднімається легким димком, закриваючи туманом гору. Через це греки називали її Фуна — «паруюча», а назва Демірджі пішла від тюркського слова «коваль» — demirci.
Площа пам'ятки 20 гектар. Урочище опускається по схилу плато до долини, де найближче розташованим поселенням є селище Лучисте (крим. Demirci), неподалік автомобільної траси Сімферополь-Алушта.

## Опис

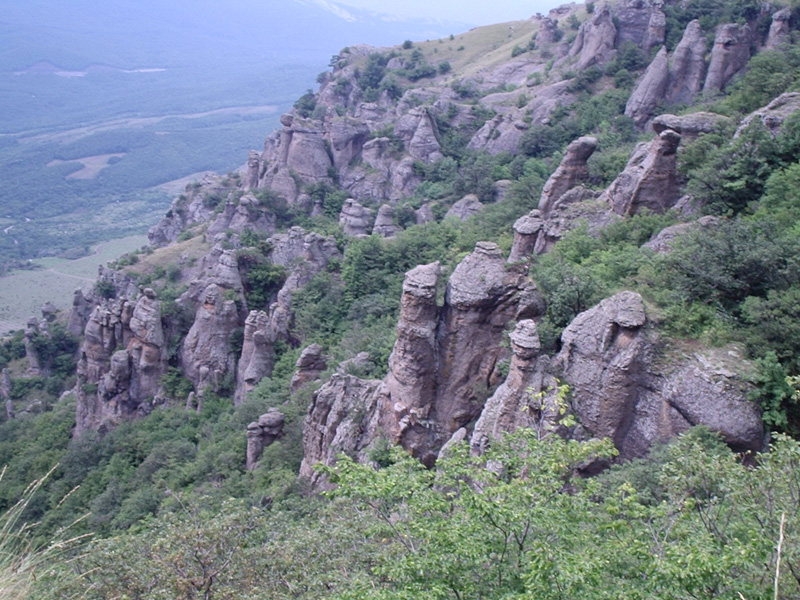
Долина привидів — на спуску з Демерджі по південно-західному схилу

Урочище Демерджі розташоване на схилі однойменної гори Південна Демерджі (1 239 м) за 1 км від селища Лучисте. Схили гори складаються з осадових гірських порід верхньоюрського періоду (135—160 млн. років тому), коли уламки гірських порід (глина, пісок, гравій, валуни, вапнякові мули) утворили конгломерат, що легко піддається денудації. В процесі вивітрювання скелі набули стовпоподібного вигляду з нішами, карнизами, виступами, пронизаними широкими тріщинами. Їхні форми заввишки до 25 м віддалено нагадують фігури фантастичних істот, тварин, людей, предметів. Зі зміною освітлення впродовж дня змінюється їхнє сприйняття через зміну тіней, відтінків скель. Найзагадковішого вигляду вони отримують, коли урочище губиться вищезгаданому тумані, характерному для Демерджі. Через це урочище отримало назву «Долина привидів». Загалом тут зосереджено більше сотні подібних геологічних утворень. Внаслідок обвалу Південної Демерджі 1894 від скелі відколовся блок скали, який при падінні роздробився на уламки до 25 м в поперечнику. Декотрі з них долетіли до села, зруйнувавши 4 будинки. Після цього селище перенесли на нове місце, заснувавши нинішнє село Лучисте. При обвалі 1966 сейсмічна станція «Алушта» зафіксувала поштовхи, аналогічні землетрусу. Останній обвал пройшов 1992 року.
Найвідомішою серед даних формацій є скеля Хой-Кая, звана ще «Воїн», «Катерина». Стовп «Великан» має діаметр 5 м і висоту 25 м. Він оточений стовпами заввишки 10-20 м.
В урочищі представлено 420 видів рослин, серед яких тис ягідний (Taxus baccata L.), лядвенець таврійський (Lotus tauricus), еспарцет яйлинський (Onobrychis jailae), піраканта (Pyracantha coccinea).

## Галерея

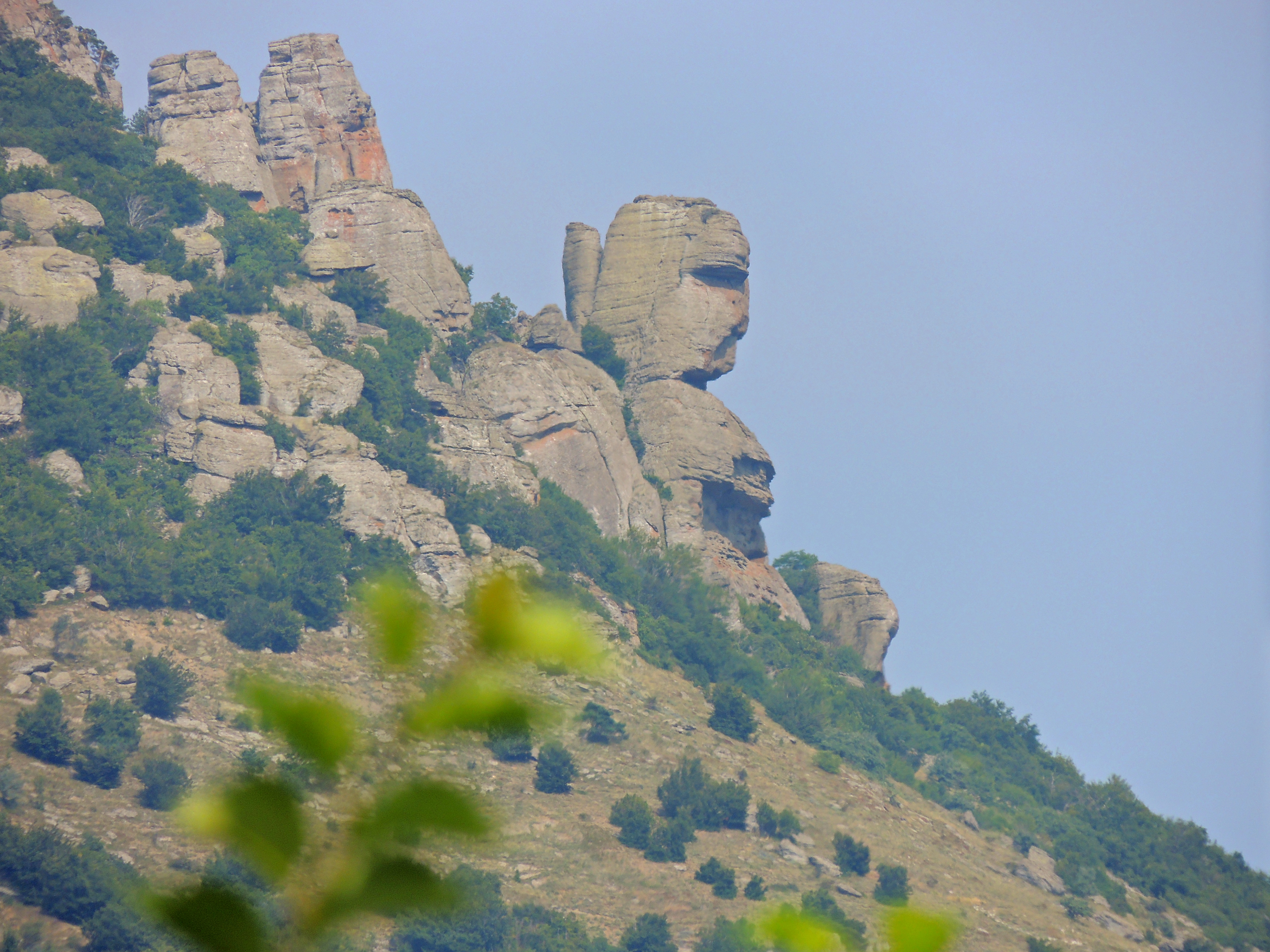
Скеля Марія-Катерина
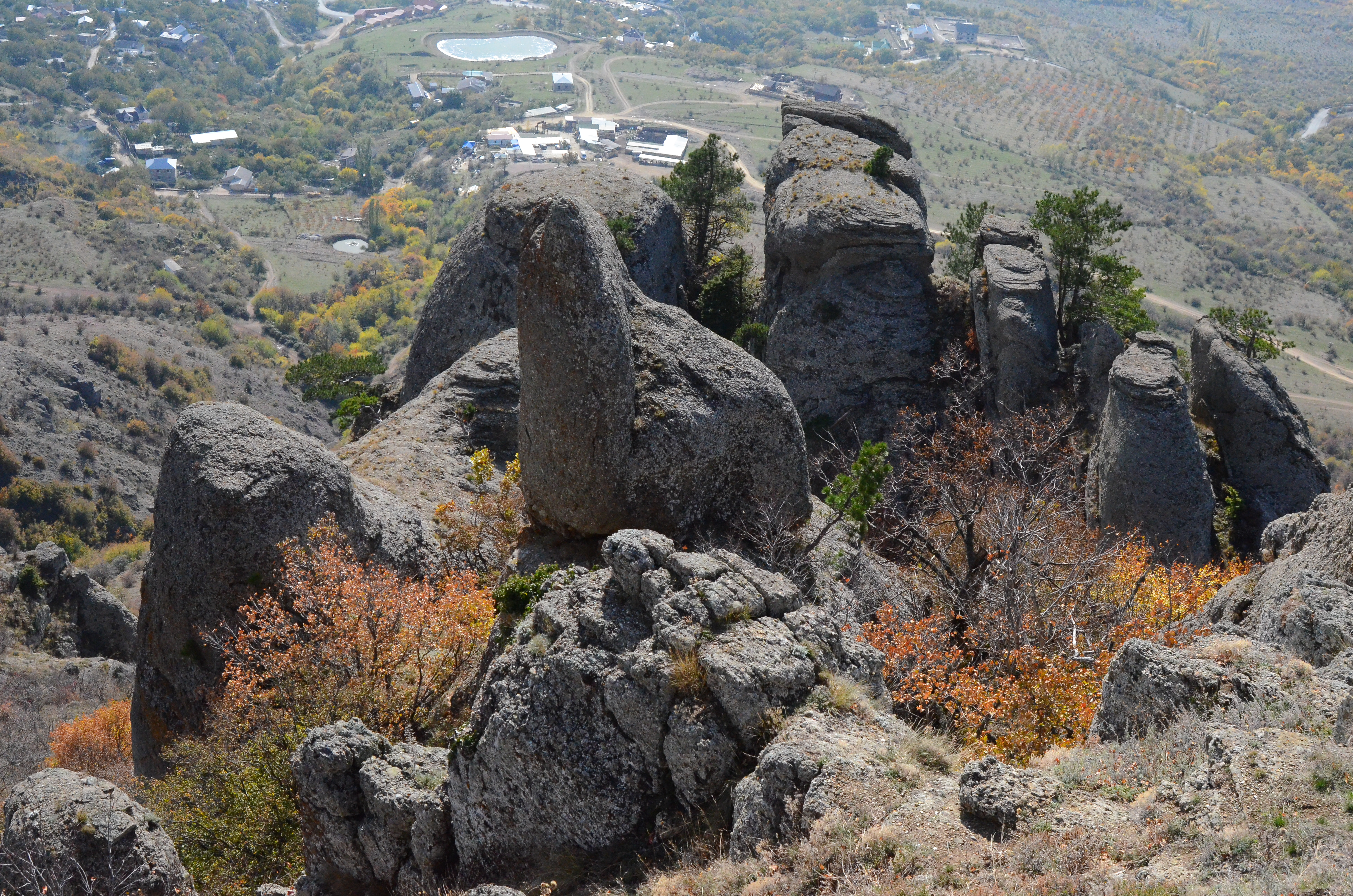
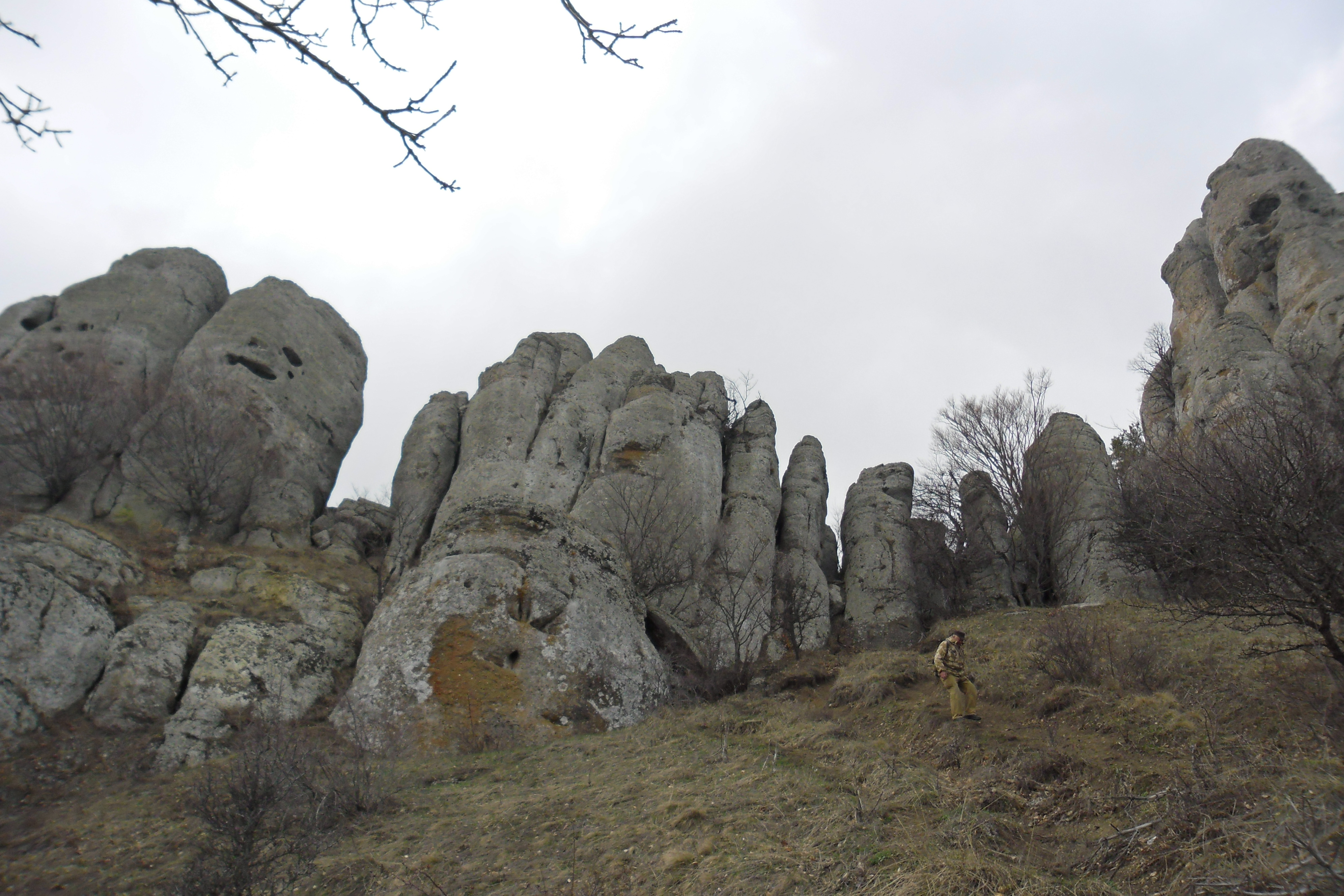
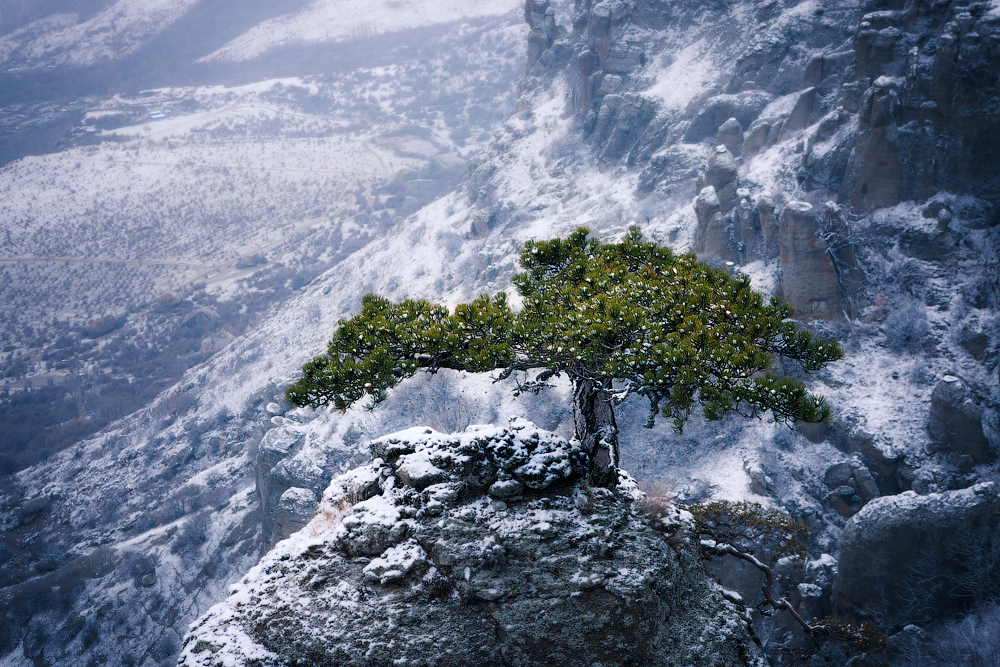
Сосна в долині привидів
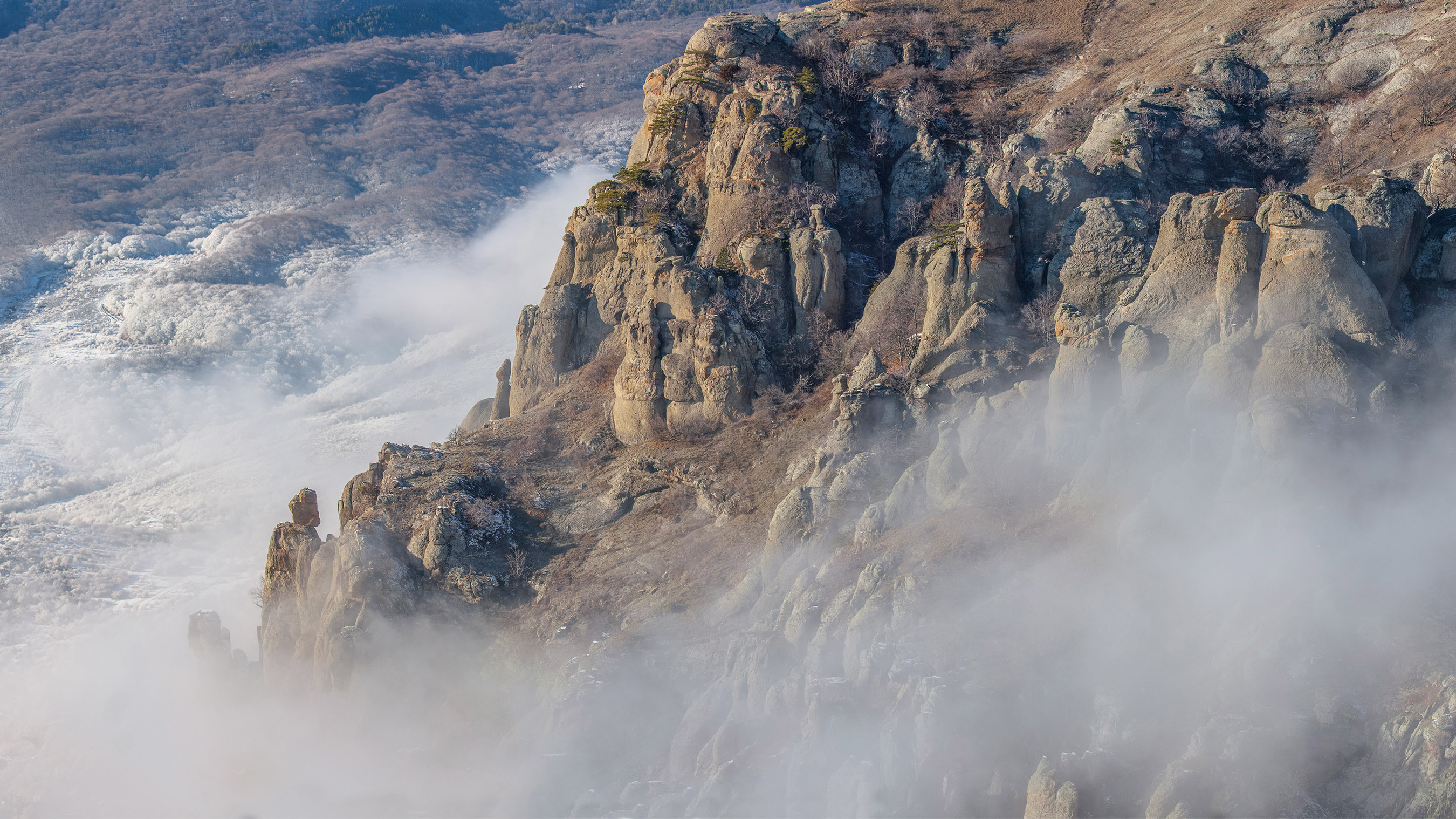
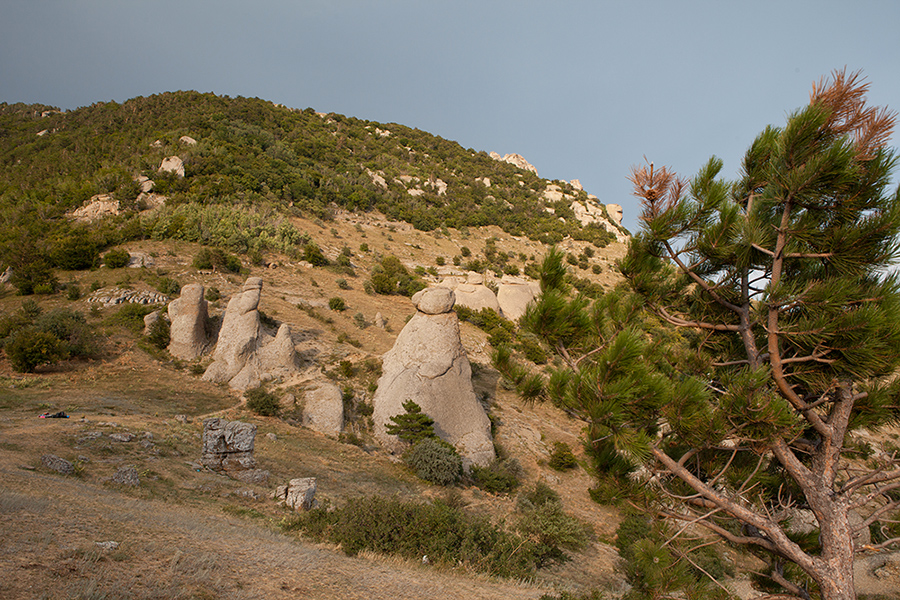
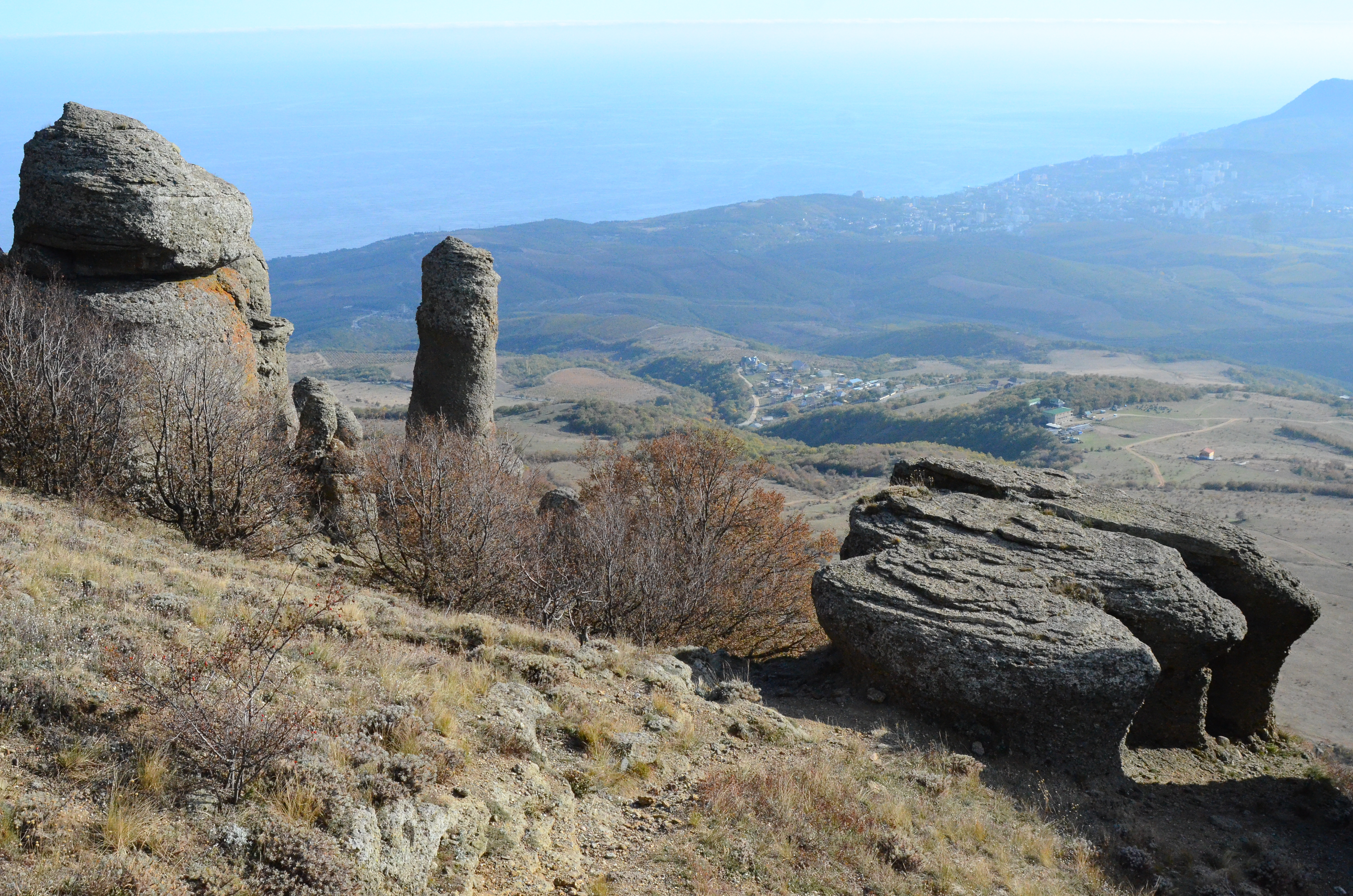
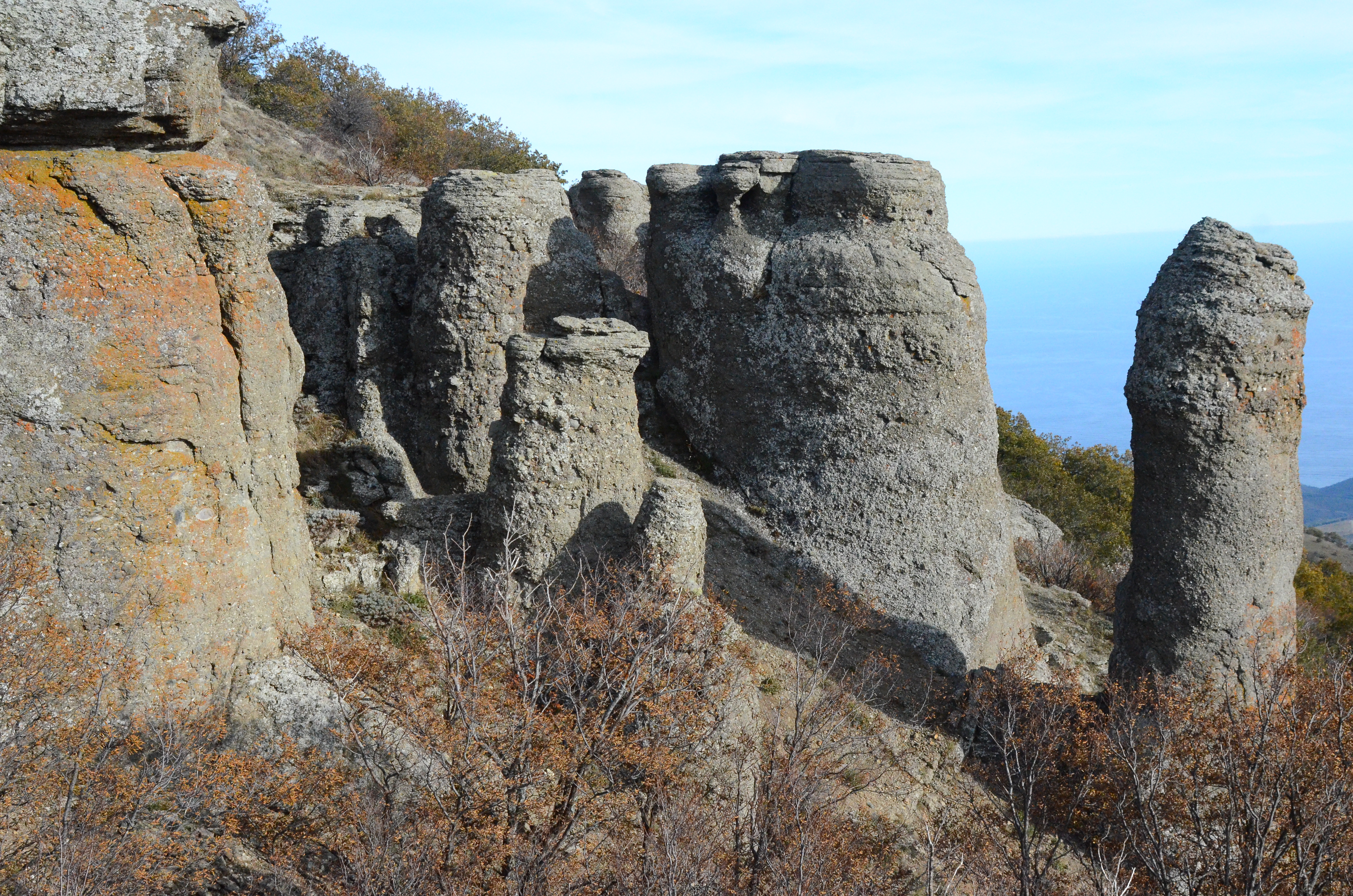
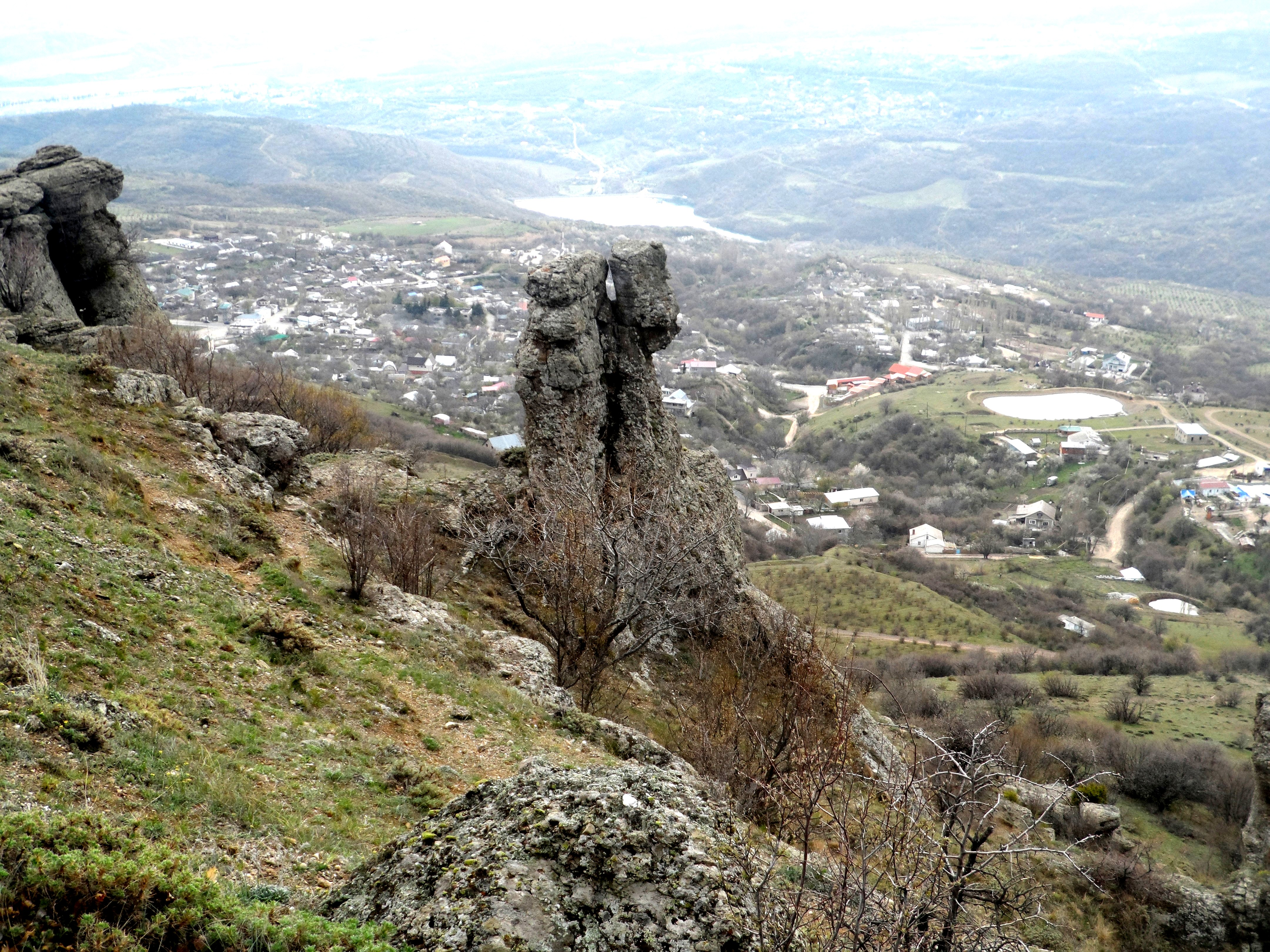

## Легенда
За легендою до Криму прийшли завойовники і на вершині гори побудували кузню, де коваль виготовляв зброю. Через жар з кузні сохли річки, джерела. Старійшини з селищ пішли просити коваля загасити горно кузні, але той їх вбив. Тоді до кузні з села пішла дівчина Марія, яка просила коваля покинути гору. Вона відштовхнула коваля, який хотів її схопити, а той за це її вбив щойно викуваним мечем. Цього не витримала гора, що розійшлась і проковтнула кузню з ковалем, про яких нагадував дим над горою. На вершині появились скелі, що нагадували людей, а одна з них нагадувала жіночу голову, через що її стали звати Марія.
У Російській імперії скелю перейменували на «Катерина» на честь Катерини ІІ.